# Aappilattoq (Kujalleq)
Aappilattoq (zastarale Augpilagtoq nebo Ãpilátok) je osada v kraji Kujalleq v Grónsku. V roce 2017 tu žilo 101 obyvatel, živících se převážně rybolovem. Název osady znamená "červená řasa".

## Infrastruktury
V Aappilattoqu se nachází obchod patřící společnosti KNI, opravna a hasičská stanice. Je tu také škola s názvem Jaajap Attuarfia, ve které se v roce 2006 učilo 22 žáků, a kostel.

## Počet obyvatel
Počet obyvatel většiny osad v Kujallequ klesá, s mnoha osadami velice rychle zanikajícími. Počet obyvatel Aappilattoqu se snížil o více než 46 % oproti počtu obyvatel z roku 1991 a o téměř 36 % oproti roku 2000.